# Gradnitsa
Gradnitsa (Bulgaars: Градница) is een dorp in centraal-Bulgarije. Het dorp is gelegen in de gemeente Sevlievo, oblast Gabrovo. Het dorp ligt hemelsbreed ongeveer 30 km ten noordwesten van Gabrovo en 136 km ten noordoosten van de hoofdstad Sofia. 

## Bevolking
In de eerste volkstelling van 1934 registreerde het dorp Gradnitsa 2.066 inwoners. Dit nam toe tot een hoogtepunt van 2.067 personen in 1946. Tot 1975 bleef het inwonersaantal relatief stabiel en schommelde rond de 2.000 inwoners. Vanaf 1975 begon het inwonersaantal echter te dalen. Op 31 december 2020 telde het dorp 918 inwoners.
Het dorp heeft een gemengde bevolking, bestaande uit Bulgaren en Turken. Van de 996 inwoners reageerden er 982 op de optionele volkstelling van 2011. Van deze 982 respondenten identificeerden 488 personen zichzelf als Bulgaarse Turken (49,7%), terwijl een even groot aantal, 488 personen, zichzelf als etnische Bulgaren identificeerden (49,7%). Verder werden er 6 ondefinieerbare respondenten geregistreerd (0,6%).
| Etnische samenstelling van de respondenten (2011) | Etnische samenstelling van de respondenten (2011) | Etnische samenstelling van de respondenten (2011) | Etnische samenstelling van de respondenten (2011) | Etnische samenstelling van de respondenten (2011) |
| ------------------------------------------------- | ------------------------------------------------- | ------------------------------------------------- | ------------------------------------------------- | ------------------------------------------------- |
|                                                   |                                                   |                                                   |                                                   |                                                   |
| Bulgaren                                          | Bulgaren                                          |                                                   | 49,7%                                             | 49,7%                                             |
| Turken                                            | Turken                                            |                                                   | 49,7%                                             | 49,7%                                             |
| Roma                                              | Roma                                              |                                                   | 0,0%                                              | 0,0%                                              |
| Anders/Onbekend                                   | Anders/Onbekend                                   |                                                   | 0,6%                                              | 0,6%                                              |

Van de 992 inwoners in februari 2011 werden geteld, waren er 147 jonger dan 15 jaar oud (14,8%), gevolgd door 575 personen tussen de 15-64 jaar oud (57,7%) en 271 personen van 65 jaar of ouder (27,5%).